# New York Stadium
New York Stadium (også kendt som AESSEAL New York Stadium for sponsormæssige årsager) er et stadion i Rotherham, England. Det er hjemmebane for den engelske League One-klub Rotherham United F.C..
Rotherham United annoncerede deres hensigt om at bygge et nyt stadion, da de flyttede fra Millmoor til Don Valley Stadium i maj 2008, efter en strid med grundejeren Ken Booth. I januar 2010 købte klubben den tidligere side af Guest and Crimes Foundry, der skulle bruges til det nye stadion. Planlægningstilladelsen til stadion blev givet i november 2010, og de første billeder blev skitseret kort efter.
Stadionet vil blive benyttet under EM i kvindefodbold 2022, med i alt tre gruppekampe og én kvartfinalekamp.